# Santuario di San Magno
Il santuario di San Magno è un santuario dedicato al culto di san Magno martire (protettore del bestiame e dei pascoli, principali fonti di sostentamento delle popolazioni locali), situato nel territorio del comune di Castelmagno in valle Grana (Alpi Cozie piemontesi) ad una altitudine di 1761 m s.l.m., lungo la strada che sale al Colle Fauniera. Normalmente è aperto ed attivo da giugno a settembre, periodo nel quale viene anche offerto il servizio di pernottamento e ristoro dei pellegrini negli appositi alloggi; la festa del santo e del santuario è collocata al 19 agosto.

## Storia

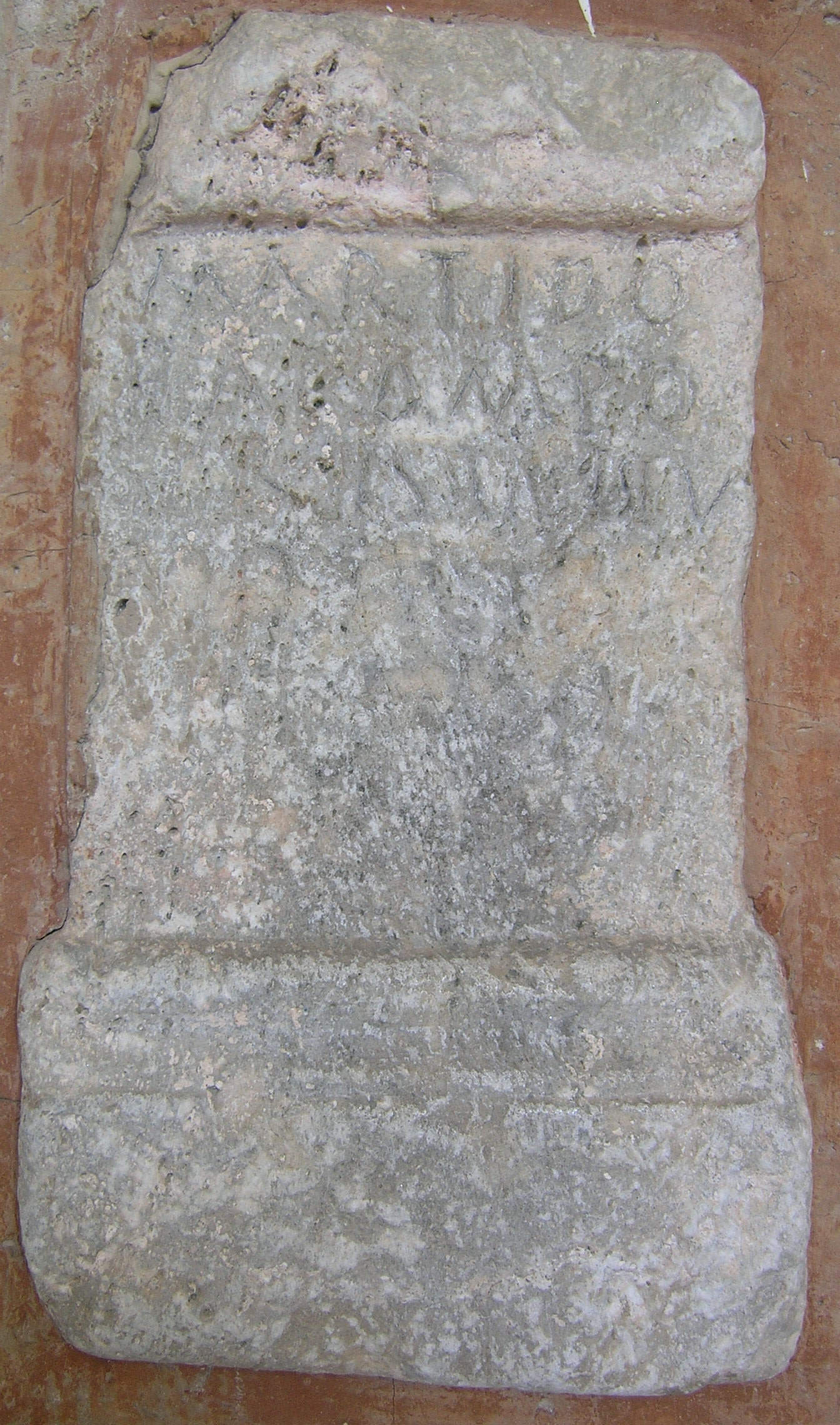
L'antica lapide romana

Il luogo su cui venne fondato il santuario di San Magno era quasi certamente già utilizzato per culti pagani prima della cristianizzazione dell'area. Ne è prova il ritrovamento nel 1894 di un altare (o lapide) romano dedicato a Marte oggi visibile sul retro del santuario. L'attuale configurazione dell'edificio risale al XVIII secolo, ma il primo nucleo risale al 1475, con la costruzione di una cappella promossa dall'allora Don Enrico Allemandi (Henricus Alamandi) di San Michele di Prazzo, che voleva celebrare i suoi venticinque anni di parrocchia a Castelmagno.
La crescente frequentazione del luogo sacro portò ad un sostanziale ampliamento della struttura circa quarant'anni dopo, nel 1514, con le decorazioni ad opera di Giovanni Botoneri che si possono apprezzare a tutt'oggi. Nel 1592 venne autorizzata dal delegato vescovile don Giacomo Promis la costruzione di due altari esterni, al fine di accogliere i fedeli che in gran numero si recavano al santuario per ottenere anche l'indulgenza concessa da Papa Clemente VII con una bolla datata 6 aprile 1527.
Nel 1629 il santuario viene descritto dal visitatore Giacobino Marenchi con queste parole:
Lo stesso Marenchi ordinerà di aggiungere anche un cancello al porticato, al fine di impedire l'accesso agli animali che spesso venivano portati dalla popolazione per invocare su di loro la protezione del santo. Probabilmente dello stesso periodo è il quadro posto attualmente dietro l'altare maggiore, raffigurante San Magno in armatura secentesca, San Giovanni Battista e Maria Maddalena, sullo sfondo di un paesaggio portuale che forse richiama Marsiglia.

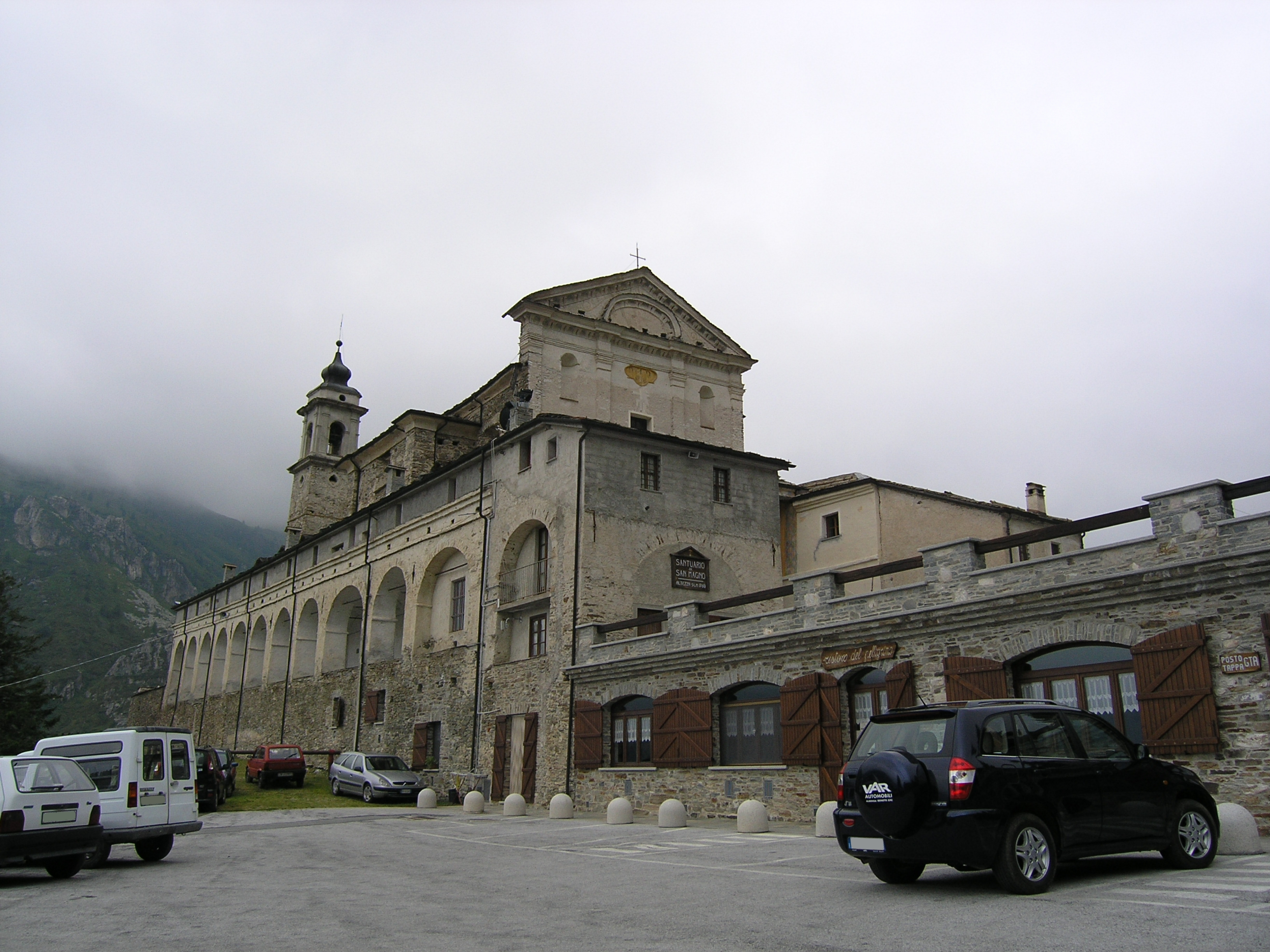
Il santuario visto da valle

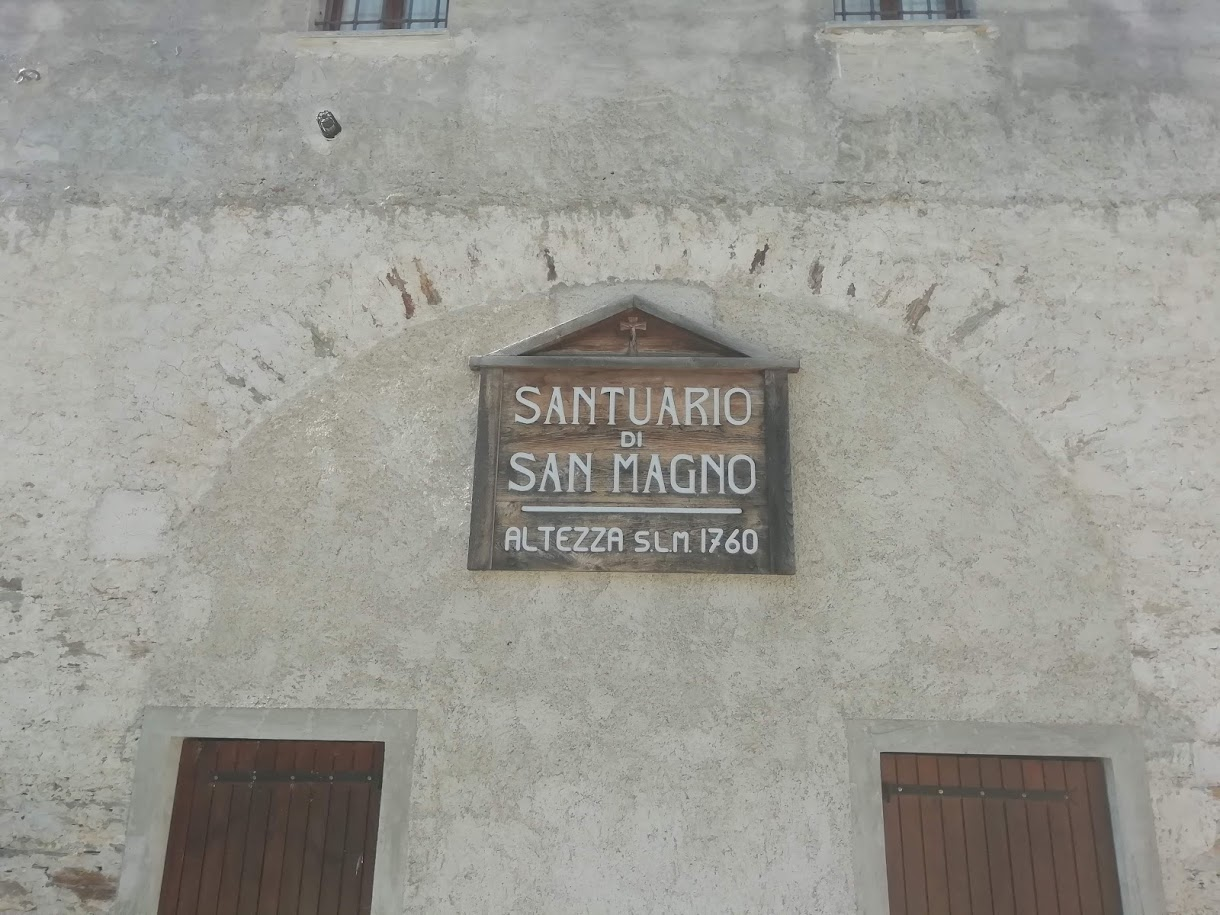
Cartello altimetrico Santuario di San Magno

Nei primi anni nel XVIII secolo si ebbe l'impulso che portò alla costruzione della chiesa definitiva. Fautore di questo fu l'allora Don Manfredo Martini, il quale (probabilmente) chiese al vescovo d'inviare un capomastro a visitare la struttura già esistente ed a progettare il nuovo edificio. Giunse da Saluzzo il luganese Giuseppe Galletto, il quale ispirandosi alla parrocchiale di Monterosso Grana disegnò il nuovo santuario lungo più di venticinque metri, per quindici d'altezza ed altrettanti di larghezza, sobriamente decorato e dotato anche di due altari laterali.
Con importanti sforzi la popolazione locale reperì sul posto il materiale necessario al cantiere, costruendo le fornaci per la produzione della calce ed estraendo dalle vicine montagne le pietre per la costruzione e marmi per le decorazioni e gli altari. I pesanti travi in larice del tetto vennero tagliati nella vicina valle Maira e trasportati a forza d'uomo sul luogo della costruzione. Solo nel 1716 si giunse al completamento del santuario attuale, che comunque subì ancora lavori nel 1775 per la costruzione dell'altare maggiore, nel 1845-48 per il sopraelevamento del campanile quattrocentesco e tra il 1861 ed il 1868 per l'edificazione dei caratteristici porticati laterali e dei soprastanti alloggi per i pellegrini.
Nel XX secolo il santuario ha ricevuto sempre particolari attenzioni, con notevoli campagne di lavori: il restauro del campanile nel 1979 in occasione dei cinquecento anni dalla fondazione, il rifacimento della copertura del tetto fra il 1981 ed il 1983, il rinnovo dell'impianto elettrico e la creazione della bella cappella dell'adorazione. Anche la cappella antica è stata interessata dai lavori, durati diversi anni, che l'hanno riportata al primigenio splendore rendendola un piccolo gioiello artistico.

## La cappella antica

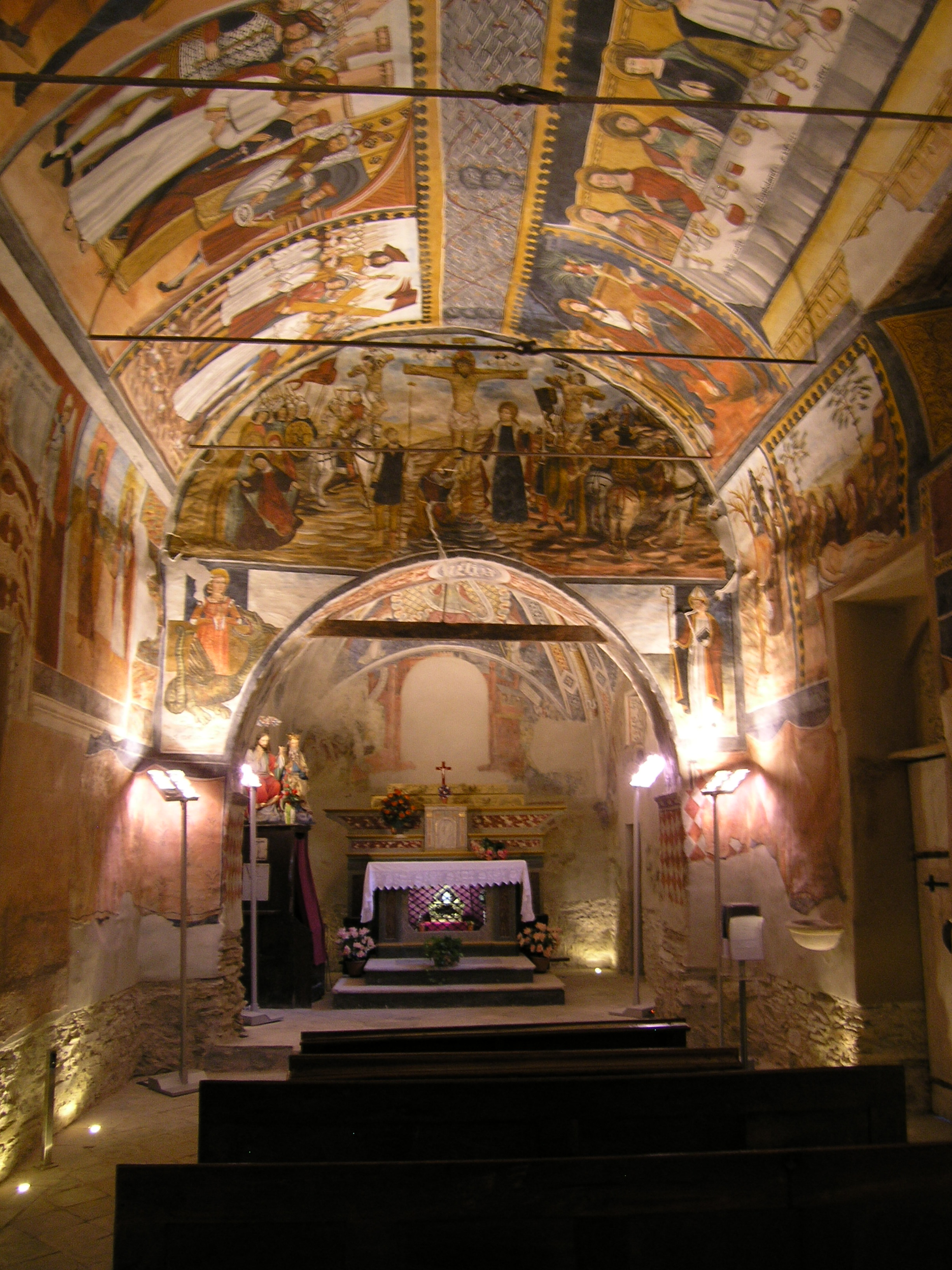
La navata della cappella antica. L'abside altro non è che la primigenia cappella Allemandi

La cappella, tuttora esistente e ben restaurata, si trova dietro l'altare maggiore del santuario. Normalmente è accessibile durante il periodo di apertura del santuario. Indicata genericamente come cappella antica, si tratta invece di una struttura costruita in due periodi distinti, dove la primigenia cappella Allemandi venne ampliata ad opera del Botoneri, il quale ne modificò la struttura e soprattutto la decorazione.

### La cappella Allemandi
Il Riberi descrive la piccola cappella come preceduta da un porticato e protetta da un pesante cancello per prevenire furti e saccheggi. Il piccolo edificio, costruito attorno al 1475 in stile gotico e di sobria esecuzione, è attribuito a tale mastro Pietro da Saluzzo, autore di altre cappelle e chiesette a valle.

### La cappella Botoneri

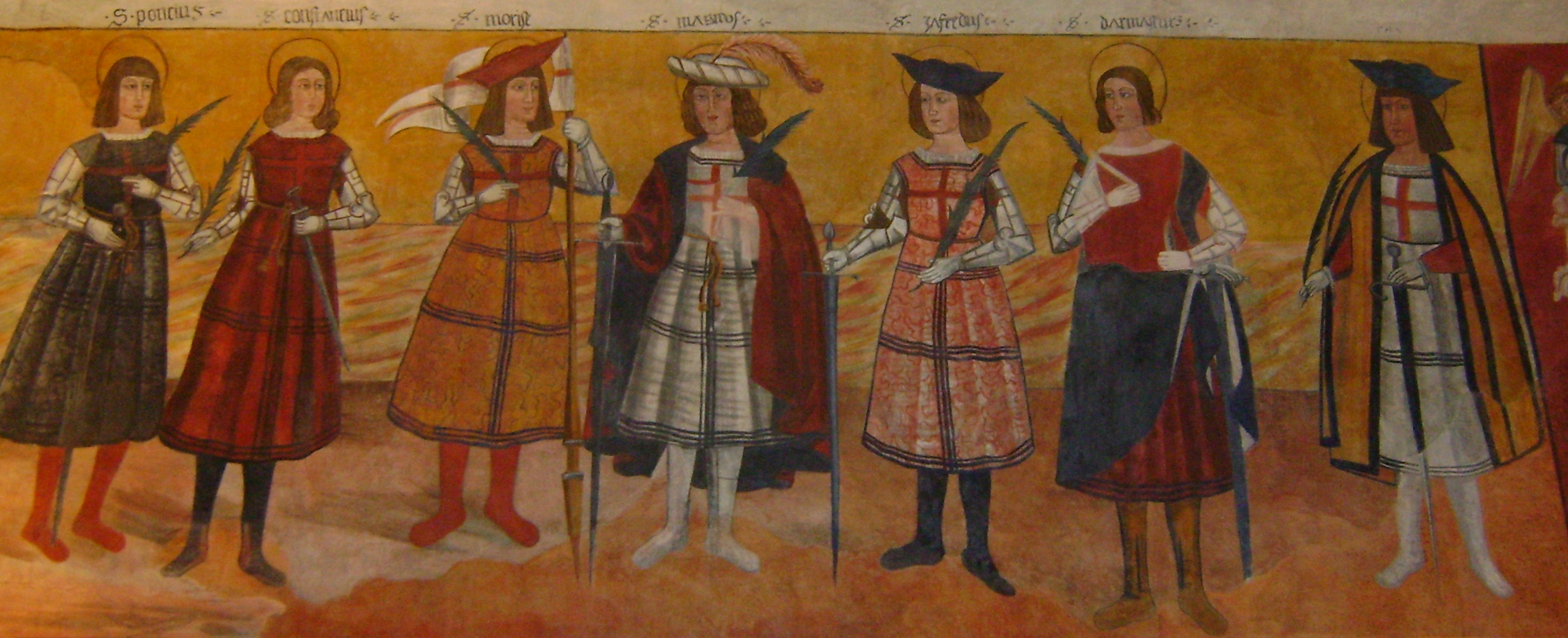
Raffigurazione di alcuni santi ad opera del Botoneri

La chiesa che inglobò la prima cappella venne edificata nel 1514 e decorata da tale Giovanni Botoneri, un frate francescano di Cherasco. Il Riberi sottolinea l'assenza da parte dell'artista di qualsiasi tecnica rinascimentale, fatto che oggi le rende particolarmente pregiate.
Gli affreschi avevano come scopo principale la catechesi della popolazione locale, povera ed analfabeta, che, grazie alle immagini, poteva venire a conoscenza di quanto narrato e descritto nei Vangeli. Oltre agli eventi salienti della Passione, morte e Risurrezione di Cristo, sono raffigurati anche santi particolarmente legati alla tradizione locale.
Nel 1894 la cappella fu oggetto di scavi per il rifacimento del pavimento, i quali riportarono alla luce diverse sepolture ed antichi reperti, fra cui anche la lapide ora incastonata nella parete posteriore del santuario. Purtroppo l'incuria di chi effettuò quegli scavi comportò la distruzione o la perdita di molti di quei preziosi reperti.